# Kreidesee Hemmoor
Der Kreidesee (auch als Kreidesee Hemmoor bezeichnet) ist ein etwa 33 Hektar großer Baggersee im Stadtteil Warstade der Stadt Hemmoor in Niedersachsen. Er entstand durch einen Tagebau, in dem Kreide abgebaut wurde. Seit dem Volllaufen mit Wasser wird er vorwiegend zum Tauchen genutzt.

## Geschichte
Der Kreideabbbau erfolgte von 1862 bis 1976. Die Kreide wurde in einer Zementfabrik direkt am heutigen See verarbeitet. Nach Abbauende füllte sich das Tagebaurestloch bis 1982 mit Grundwasser. Die ursprünglich 130 Meter tiefe Grube wurde durch Verfüllung mit Trümmern und Bauschutt der abgerissenen Kreidefabrik auf 60 Meter verflacht, ist aber damit immer noch das dritttiefste Gewässer Norddeutschlands. In dem meist glasklaren Wasser werden verschiedene Arten von Forellen und Lachse gezüchtet, die auch geangelt werden dürfen.

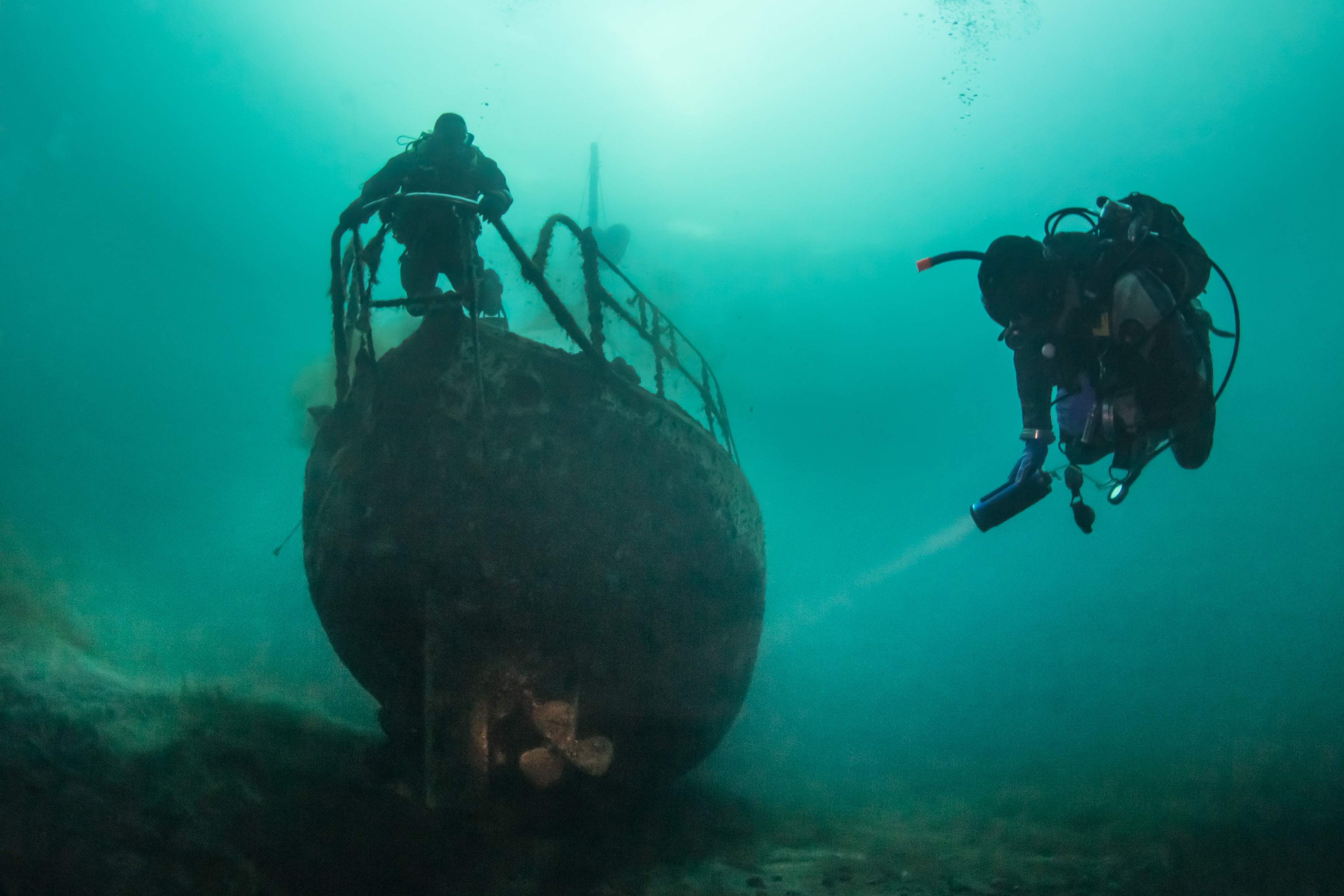
Taucher an einer im See versenkten Segelyacht

Am See befinden sich Ferienhäuser und ein Campingplatz. Als Tauch- und Freizeitzentrum ist das Gewässer international bekannt und ganzjährig für Taucher gegen Gebühr zu betauchen; eine Tauchbasis ist vor Ort. Er stellt aufgrund der Tiefe, Sichtverhältnisse und niedrigen Wassertemperatur ein anspruchsvolles Tauchgebiet mit jährlich etwa 35.000 Tauchgängen dar. Das Mitführen einer zweiten ersten Stufe mit separatem Atemregler ist zwingend vorgeschrieben. Als Attraktionen unter Wasser gelten neben der versunkenen Industrieanlage unter anderem Autowracks, ein gesunkenes Segelboot und eine Segelyacht, ein eingebrachter Lkw am „Rüttler“ und ein Kleinflugzeug vom Typ Piper PA-28, das ehemals dem Astronauten Alan Shepard gehörte, sowie eine Piper Aerostar 601. Im See befindet sich am Grund ein Briefkasten, in welchen Taucher wasserfeste Post einwerfen können. Er wird wöchentlich geleert und die Post anschließend herkömmlich versendet.
Im See kommt es immer wieder zu Tauchunglücken. In den Jahren 2010 bis 2016 kamen dabei sechs Taucher ums Leben. Für die Jahre 2017 bis 2022 verzeichnete die Polizei Cuxhaven 14 Tauchunfälle, von denen vier tödlich endeten. 2023 kam es zu einem Todesfall nach dem Üben von Tieftauchen bis in 35 Meter Tiefe, das in Gegenwart von Tauchlehrern erfolgte. Ursache war ein Notaufstieg. Im Mai 2025 kam es ebenfalls zu einem tödlichen Tauchunfall in Zusammenhang mit einem Notaufstieg. Im Juni 2025 kam es zu einem weiteren Tauchunfall mit zwei Verletzten.